# Уорбертон, Патрик
Па́трик Джон Уо́рбертон (англ. Patrick John Warburton; род. 14 ноября 1964, Патерсон, Нью-Джерси) — американский актёр и актёр озвучивания. Он известен по телевизионным ролям, включая сериалы «Тик», «Сайнфелд», «Новое радио» и «Клава, давай!». Как актёр озвучивания, он обладает особенно глубоким голосом, которым он озвучивал Кена в «Би Муви: Медовый заговор», Кронка в «Похождениях императора» и его продолжения, телохранителя Брока Самсона в «Братьях Вентура», полицейского в инвалидной коляске Джо Суонсона в «Гриффинах», Стива Баркина в мультфильме «Ким Пять-с-плюсом» и Волка в «Правдивой истории Красной Шапки». В 2007—2013 годах играл женатого мачо Джеффа Бингхема в ситкоме канала «CBS» «Правила совместной жизни».

## Биография
Уорбертон родился в Патерсоне, штат Нью-Джерси и вырос в Хантингтон-Бич, Калифорния, где до средней школы посещал католическую школу Святых Симона и Иуды, пока в возрасте трёх лет не переехал вместе с семьёй. Его отец, Джон Уорбертон, хирург-ортопед, а его мать, Барбара Лорд (урождённая Гратц) актриса. Он имеет трёх сестёр, Мэри, Лару и Меган. Уорбертон посещал среднюю школу Сервит в Анахайме, Калифорния и среднюю школу Харбор Ньюпорт в Ньюпорт-Бич. Изучал морскую биологию в Orange Coast College, Коста-Меса, Калифорния, но учёбу бросил.

## Карьера
Уорбертон играет роли людей с громким, глубоким голосом и большого телосложения. В середине-конце 1990-х годов он был известен по роли Дэвида Пудди в «Сайнфелде», равнодушного бойфренда Элейн Бенеш. Он также снялся в небольшом сериале «Тик», в главной роли.
Уорбертон озвучивал несколько мультипликационных фильмов и телевизионных программ, в том числе главного героя в сериале «Конец игры», Базза Лайтера в «Базз Лайтер и звёздная команда», сменив Тима Аллена, и иностранцев в том же шоу, заменив художника Pixar Джеффа Пиджена. Он сыграл Ника Шарпа в «8 простых правил для друга моей дочери-подростка» и озвучил Стива Баркена в шоу канала Disney Channel «Ким Пять-с-плюсом». Он присоединился к актёрскому составу «Клава, давай!» в 2003 году, как ведущий Джеб Дентон.
Он озвучивал Кронка в «Похождениях императора», роль которую он исполнял в «Новых радостях Кронка» и последующих сериях «Новой школы императора». Его следующим крупным проектом стал мультсериал «Братья Вентура», под программным блоком каналов Cartoon Network и Adult Swim; в нём он озвучивает Брока Самсона, жестокого и эффективного телохранителя семьи Вентура и бывшего секретного агента. Уорбертон также озвучил Джо Суонсона в сериале «Гриффины» канала Fox и детектива Кэша в эпизоде «Бэтмена».

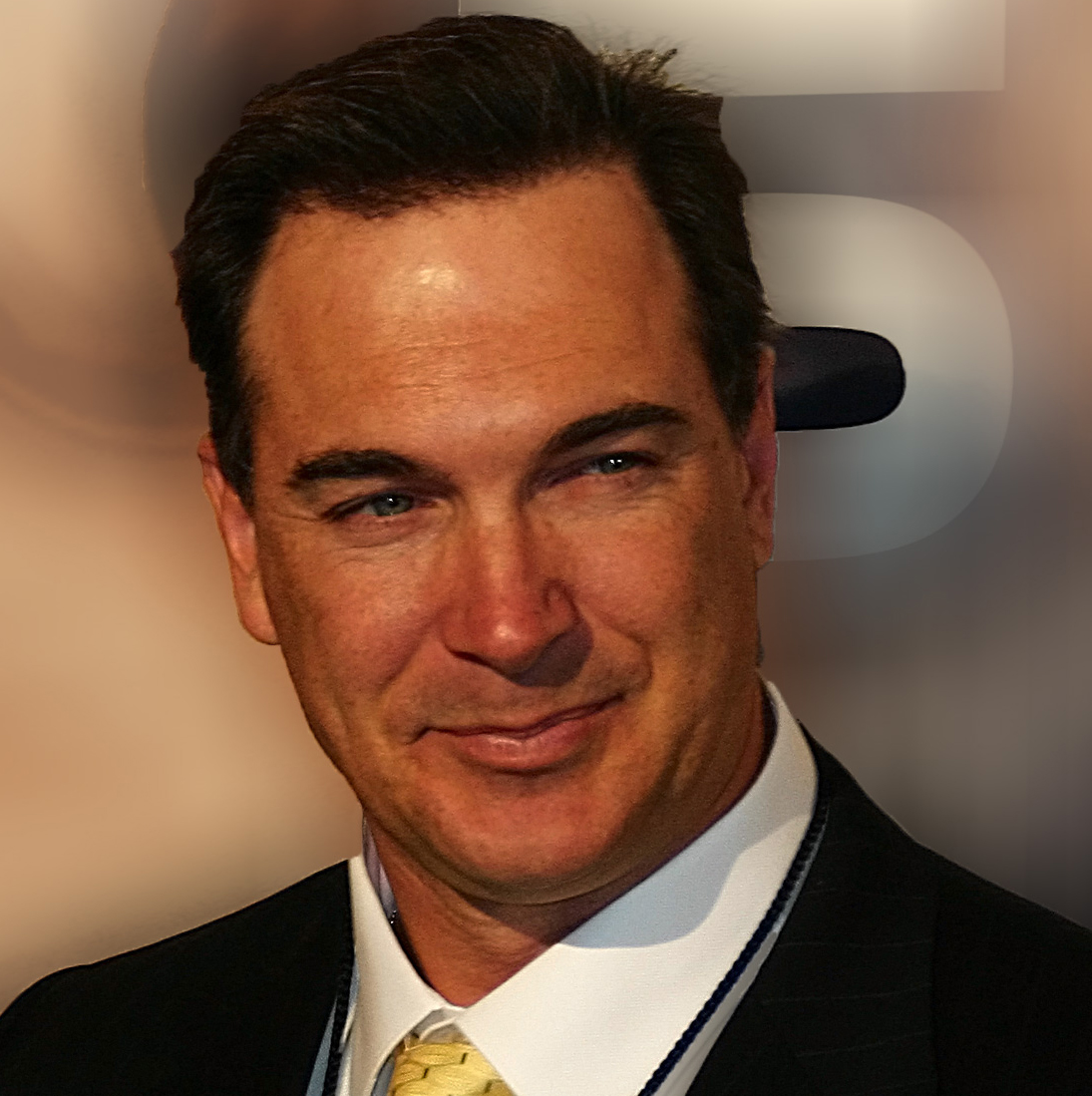
Уорбертон в январе 2007 года

Уорбертон предоставил свой голос для озвучивания в таких анимационных полнометражных фильмах, как «Правдивая история Красной Шапки», «Цыплёнок Цыпа» и «Открытый сезон». Он также озвучивал Лока во всех трёх играх «Так» и Лока в сериях Никелодеона «Так и волшебная сила Жужу».
Голосом Уорбертона озвучиваются рекламные ролики компании Carrier Corporation, главным образом систем кондиционирования и также озвучивал Супермена в «The Adventures of Seinfeld & Superman» для American Express. Он озвучивал Льюисса на радио «Clark & Lewis Expedition» для рекламы компании Horizon Air, вместе с Ричардом Кайндом в роли Кларка.
Уорбертон был гостем шоу «Soarin' Over California» в Парке Диснея. Был показан одноимённый фильм, хотя и отредактированный в Epcot на студии Диснейуорлд.
Уорбертон появился на турнире «Poker Royale: знаменитости против профи» канала GSN в 2005 году. Он дошёл до финала и выиграл главный приз в 1000 долларов. Прочная ассоциация Уорбертона с персонажем «Сайнфелда» была очевидна в ходе трансляции футбола Национальной футбольной лиги 13 января 2007 года. На игре висела реклама новых серий сериала Rules of Engagement, как один из судей воскликнул: «Пудди!».
Уорбертон сыграл эпизодическую роль продавца машин в клипе Брэда Пейсли «Онлайн».
В августе 2009 года Уорбертон сыграл роль высокого класса в «Get a Mac» для компании Apple.
8 ноября 2009 года Уорбертон сыграл персонажа Дикого Запада Кэла Джонсона в Seth & Alex’s (Almost Live) Comedy Show, организованный Сетом Макфарлейном и Алекс Борштейн для Fox.
Там существует на радио реклама для Лесной службы США, в которой Уорбертон играет смотрителя парка. Звонит телефон и он говорит: «Рейджерская станция слушает!». Реклама спонсируется компанией Ad Council, наряду с Лесной службой США и транслируется по радио.
Он также озвучивал шерифа в одной из серии мультфильма «Scooby-Doo! Mystery Incorporated» канала Cartoon Network.

## Личная жизнь
Уорбертон женат на Кэти Уорбертон с 1991 года. У них четверо детей: Телон Патрик (род. 1992), Александра Кетрин (род. 1994), Шейн (род. 1998) и Габриэль (род. в октябре 2000). Они живут в Камарильо, Калифорния.

## Фильмография

### Кино
| Год  | Название                                              | Роль                   | Примечания    |
| ---- | ----------------------------------------------------- | ---------------------- | ------------- |
| 1987 | «Dragonard»                                           | Ричард Эбди            |               |
| 1989 | «Master of Dragonard Hill»                            | Ричард Эбди            |               |
| 1991 | «Scorchers»                                           | Белфорд                |               |
| 1994 | «Dickwad»                                             | брат Чарли             |               |
| 1996 | «Американские бродяги»                                | полицейский-новичок    |               |
| 1999 | «Женщина-преследователь»                              | Ричард Хадсон          |               |
| 2000 | «Крик 3»                                              | Стивен Стоун           |               |
| 2000 | «Тарелка (The Dish)»                                  | Эл Барнетт             |               |
| 2000 | «Похождения императора»                               | Кронк                  |               |
| 2001 | «Камуфляж»                                            | Джуниор                |               |
| 2001 | «Грязь»                                               | Винсент                |               |
| 2001 | «Джо Важная персона»                                  | Марк                   |               |
| 2002 | «Управляемый Ронни»                                   | Законспирированный гей |               |
| 2002 | «Большие неприятности»                                | Офицер Уолтер Крамниц  |               |
| 2002 | «Люди в чёрном 2»                                     | Агент Т                |               |
| 2003 | «Я доволен Филадельфией»                              | Джек                   |               |
| 2004 | «Боб Стил»                                            | Руди Бакмастер         |               |
| 2004 | «Не бей копытом»                                      | Патрик                 |               |
| 2005 | «The Civilization of Maxwell Bright»                  | Макс                   |               |
| 2005 | «Отскок»                                              | Ларри                  |               |
| 2005 | «Цыплёнок Цыпа»                                       | Элиен                  | камео         |
| 2005 | «Stewie Griffin: The Untold Story»                    | Джо                    | прямо на DVD  |
| 2005 | «Новая радость Кронка»                                | Кронк                  | прямо на DVD  |
| 2005 | «Высший пилотаж»                                      |                        |               |
| 2006 | «Talladega Nights: The Ballad of Ricky Bobby»         | корреспондент          | сцена удалена |
| 2006 | «Правдивая история Красной Шапки»                     | волк                   |               |
| 2006 | «Большое путешествие»                                 | Блег                   |               |
| 2006 | «Сезон охоты»                                         | Йен                    |               |
| 2007 | «Я верю тебе»                                         | доктор Сет Дуглас      |               |
| 2007 | «Проигравший»                                         | кэд                    |               |
| 2007 | «Би Муви: Медовый заговор»                            | Кен                    |               |
| 2007 | «Новые приключения Золушки»                           | Принц Хампердинк       |               |
| 2007 | «Суперпёс»                                            | Кэд Лэки               |               |
| 2008 | «Напряги извилины»                                    | Хейми                  |               |
| 2008 | «Get Smart’s Bruce and Lloyd: Out of Control»         | Хими                   | прямо на DVD  |
| 2008 | «Мартышки в космосе»                                  | Титан                  |               |
| 2010 | «Флика 2»                                             | Хенк                   | прямо на DVD  |
| 2010 | «Мартышки в космосе 2»                                | Титан                  | прямо на DVD  |
| 2009 | «Рок Слайд»                                           | Рок Слайд              |               |
| 2010 | «Правдивая история Красной Шапки 2: Шапка против Зла» | волк                   |               |
| 2010 | «Муви 43»                                             | отец Майки и Нейтана   |               |
| 2010 | «Второкурсник»                                        | мистер Макки           |               |
| 2012 | «Третий лишний»                                       | Гай                    |               |
| 2014 | «Удержимые»                                           |                        |               |
| 2014 | «Сердце вдребезги»                                    | Дик                    |               |
| 2014 | «Школьные танцы»                                      | Ковбой                 |               |
| 2015 | «Третий лишний 2»                                     | Гай                    |               |
| 2016 | «Смотри по сторонам»                                  | Роберт Лернер          |               |
| 2020 | «Тёмное наследие»                                     | Арчер Монро            |               |

### Телевидение
| Год                   | Название                         | Роль                                           | Примечания                              |
| --------------------- | -------------------------------- | ---------------------------------------------- | --------------------------------------- |
| 1986                  | Бумажный преследователь          | Хонор                                          | (1 эпизод)                              |
| 1990                  | Квантовый скачок                 | Бластер                                        | (1 эпизод)                              |
| 1991                  | Что-нибудь кроме любви           | ?                                              | (1 эпизод)                              |
| 1992                  | Виноградная лоза                 | Билли                                          | (1 эпизод)                              |
| 1992                  | Северная экспозиция              | Гленн                                          | (1 эпизод)                              |
| 1992                  | Мёрфи Браун                      | Бо                                             | (1 эпизод)                              |
| 1993                  | Безумный около тебя              | Сэм                                            |                                         |
| 1995                  | Грейс в огне                     | Meter Man                                      | (1 эпизод)                              |
| 1995—1997             | Мир Дейва                        | Эрик                                           | Главная роль                            |
| 1995, 1997—1998       | Сайнфелд                         | Дэвид                                          | Второстепенная роль                     |
| 1998—1999             | Новое радио                      | Джонни Джонсон                                 | Второстепенная роль                     |
| 1999                  | Комплекс апартаментов            | Морган                                         | ТВ фильм                                |
| 1999—2002, 2005—н. в. | Гриффины                         | Джо Суонсон и 3 прочих эпизодических персонажа | В 309 эпизодах (на 17 апреля 2024 года) |
| 2000                  | Ангел у ворот                    | Эдди Эверет                                    | ТВ фильм                                |
| 2000—2002             | Базз Лайтер и звёздная команда   | Базз Лайтер                                    | Главная роль; заменил Тима Аллена       |
| 2001—2002             | Тик                              | Тик                                            | Главная роль                            |
| 2002—2007             | Ким Пять-с-плюсом                | мистер Стив Баркин                             |                                         |
| 2003—2006             | Клава, давай!                    | Джеб Дентон                                    | Главная роль                            |
| 2003—н. в.            | Братья Вентура                   | Брок Самсон                                    | Главная роль                            |
| 2004                  | Конец игры                       | Рип                                            | Главная роль                            |
| 2005—2006             | Икс                              | мистер Икс                                     | Главная роль                            |
| 2006—2008             | Новая школа императора           | Кронк                                          | Главная роль                            |
| 2007                  | Робоцып                          | озвучивание                                    | (1 эпизод)                              |
| 2007—2009             | Так и волшебная сила Жужу        | Лок                                            | Главная роль                            |
| 2007—2013             | Правила совместной жизни         | Джефф                                          | Главная роль                            |
| 2009                  | The Fairly OddParents: Wishology | агент                                          |                                         |
| 2010—2013             | Scooby-Doo! Mystery Incorporated | Шериф Стоун                                    |                                         |
| 2014                  | College Humor                    | Доктор                                         | (1 эпизод)                              |
| 2016                  | Полон дом                        | Майк Мур                                       | Главная роль                            |
| 2017—2019             | Лемони Сникет: 33 несчастья      | Лемони Сникет                                  | Главная роль                            |
| 2018—2020             | Агенты «Щ.И.Т.»                  | Рик Стоунер                                    | 4 эпизода                               |